# La Estrella (Spagna)
La Estrella è un comune spagnolo di 399 abitanti situato nella comunità autonoma di Castiglia-La Mancia.